# ISO/IEC 27000 (серія)
ISO/IEC 27000 — серія міжнародних стандартів, яка включає стандарти інформаційної безпеки опубліковані спільно Міжнародною Організацією зі стандартизації (ISO) та Міжнародною електротехнічною Комісією (IEC).
Серія містить кращі практики та рекомендації в галузі інформаційної безпеки для створення, розвитку і підтримки Системи управління інформаційної безпеки.